# Agylla semiobsoleta
Agylla semiobsoleta är en fjärilsart som beskrevs av Holloway 1976. Agylla semiobsoleta ingår i släktet Agylla och familjen björnspinnare. Inga underarter finns listade i Catalogue of Life.